# 董浩 (1944年)
董浩（1944年11月—），男，汉族，河北沧县人，中华人民共和国政治人物，曾任黑龙江省人大常委会副主任，现任欧美同学会副会长。

## 生平
2014年2月21日，欧美同学会·中国留学人员联谊会第七届理事会第一次会议召开，选举其出任第七届理事会副会长。